# История фашизма

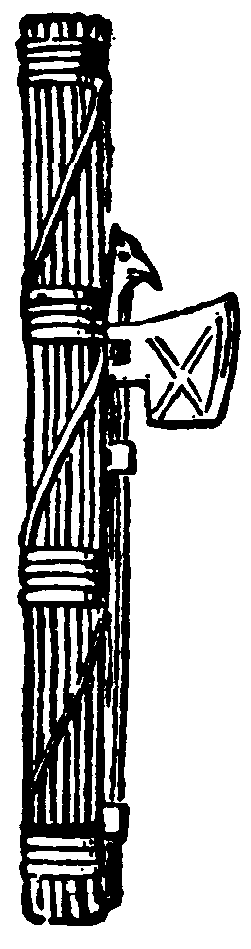
Фасции

Идейная среда фашизма сформировалась на рубеже XIX—XX веков. Фашистские режимы, установившиеся в ряде государств Европы в первой половине века стали инициторами Второй мировой войны. После войны сформировались ультраправые националистические партии и группы, являющиеся идеологическими и политическими наследниками фашизма.

## Франция
Также имеются предположения о том, что фашизм зародился вовсе не в Италии, а во Франции — в 70-х годах XIX века, после франко-прусской войны. Именно тогда во Франции начал набирать вес реваншизм старой аристократии, которая, стремясь обеспечить бесконечное главенствующее положение элиты, стремилась создать новый феодализм из имеющегося капитализма.
Организация «Аксьон франсэз» — (по русс.) «Французское действие» объединила под своим крылом всевозможные появившиеся в те годы лиги дворян, офицеров и интеллигенции. Произошло это в последний год XIX века.
Одновременно сформировалось движение радикальных националистов, продвигавших свои идеи с расистским и социал-дарвинистским духом, причем в международном контексте. Лидер этого движения Морис Баррес во время Первой мировой войны основал организацию ветеранов «Огненные кресты», которая стала опорой фашистского режима Виши во Франции.

## Предыстория

### ЭраFin de siècle(Конец века)
Идеологические корни фашизма восходят к 1880 году и, в частности, теме Fin de siècle того времени. Эта тема была основана на противостоянии материализму, рационализму, позитивизму, буржуазному обществу и демократии. Данная интеллектуальная школа считала человека частью более крупной общности и осуждала рационалистический индивидуализм либеральной общественности и распад социальных связей в буржуазном обществе.
Мировоззрение Fin de siècle сформировалось под влиянием различных интеллектуальных разработок, в том числе биологии Дарвина, эстетики Вагнера, расизма Артюра де Гобино, психологии Гюстава Лебона и философии Фридриха Ницше, Федора Достоевского и Анри Бергсона. Социальный дарвинизм, который получил широкое признание к тому времени, не делал различия между физической и общественной жизнью и рассматривал существование человека как непрекращающуюся борьбу за выживание. Акцент социального дарвинизма на идентичность биогруппы и роль органических отношений в обществе способствовали легитимности и привлекательности национализма. Новые теории социальной и политической психологии также отвергали понятие рационального поведения человека и утверждали, что влияние эмоций в политических вопросах гораздо больше чем влияние разума. Аргумент Ницше о том, что «Бог умер», сочетался с его нападками на «стадное чувство» христианства, демократии и современного коллективизма. Его концепция Übermensch (Сверхчеловек) и его защита воли к власти как изначального инстинкта оказали огромное влияние на многих представителей поколения Fin de siècle.
Гаэтано Моска в своей работе «Правящий класс» (1896) разработал теорию, которая утверждает, что во всех обществах «организованное меньшинство» будет доминировать и властвовать над «неорганизованным большинством». Моска утверждал, что есть только два класса в обществе: «управляющих» (организованного меньшинства) и «управляемых» (неорганизованный большинство). Он также утверждал, что организованный характер организованного меньшинства делает его привлекательным для любого человека в неорганизованном большинстве.

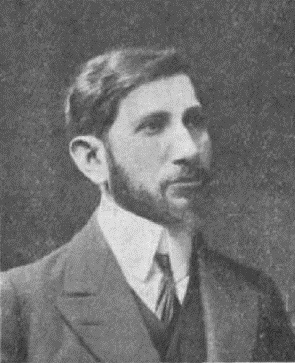
Шарль Моррас

Французский националист и реакционный монархист Шарль Моррас также оказал влияние на развитие фашизма. Он пропагандировал интегральный национализм, призывающий к органическому единству нации. Моррас утверждал, что могущественный монарх является идеальным лидером нации. Моррас не доверял «демократической мистификации народной воли», которая, по его словам, привела к созданию безличного коллективного субъекта. Он утверждал, что могущественный монарх — это персонифицированный властитель, который может использовать свой авторитет для объединения людей внутри страны. Интегральный национализм Морраса был идеализирован фашистами и изменен в модернизированную революционную форму, лишенную монархизма.
Французский революционный синдикалист Жорж Сорель в своих работах выступал за легитимность политического насилия и пропагандировал радикальные меры для достижения революции и свержения капитализма и буржуазии через всеобщую забастовку. В своей самой известной работе «Размышления о насилии» (1908) Сорель подчеркивал необходимость новой политической религии. В своей работе «Иллюзии прогресса» Сорель осудил демократию за реакционный характер, написав, что «нет ничего более аристократичного, чем демократия». К 1909 году, после провала синдикалистской всеобщей забастовки во Франции, Сорель и его сторонники покинули левых радикалов и примкнули к правым радикалам, где они пытались объединить воинствующим католицизм и французский патриотизм со своими политическими взглядами, поддерживая антиреспубликанских христианских патриотов как идеальных революционеров. Первоначально Сорель официально являлся ревизионистом марксизма, а в 1910 году он объявил о своем отказе от социализма, используя афоризм Бенедетто Кроче, что «социализм умер» из-за «разложения марксизма». С 1909 г. Сорель становится сторонником реакционного национализма Шарля Морраса, который, в свою очередь, проявлял интерес к слиянию своих националистических идеалов с синдикализмом Сореля в качестве средства противостояния демократии. Моррас заявлял, что «социализм, освобожденный от демократического и космополитического элемента, подходит национализму так же, как хорошо пошитая перчатка подходит красивой руке».

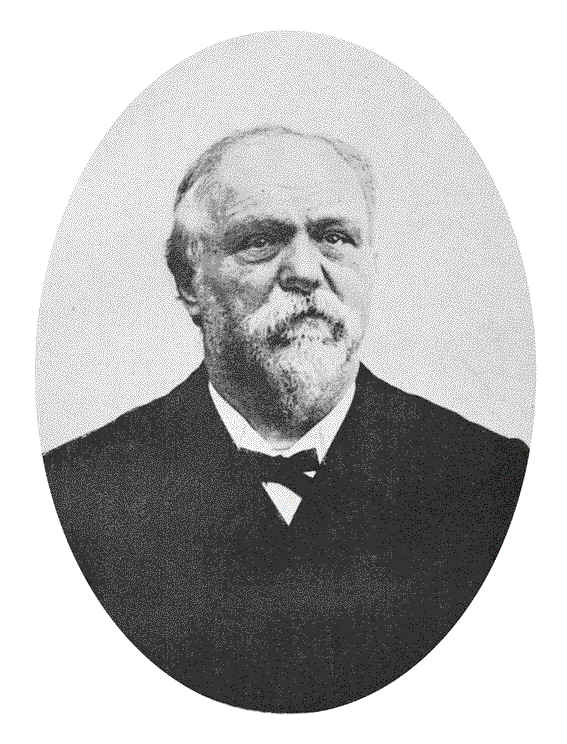
Жорж Сорель

Слияние национализма Морраса и синдикализма Сореля оказали большое влияние на радикального итальянского националиста Энрико Коррадини. Он говорил о необходимости движения национал-синдикалистов во главе с аристократами и антидемократами, которые бы разделяли приверженность революционных синдикалистов к решительным действиям и готовности сражаться. Коррадини говорил об Италии как о «пролетарской нации», которой необходимо проводить политику империализма, чтобы бросить вызов плутократическим режимам Франции и Великобритании.
На становление фашизма как социального течения значительное влияние оказал британский публицист Томас Карлейль. Немецкий политолог Мануэль Саркисянц пишет:

Нацизм — не немецкое изобретение, изначально он возник за границей и пришёл к нам именно оттуда… Философия нацизма, теория диктатуры были сформулированы сто лет назад величайшим шотландцем своего времени — Карлейлем, самым почитаемым из политических пророков. Впоследствии его идеи были развиты Хьюстоном Стюартом Чемберленом. Нет ни одной основной доктрины… нацизма, на которых основана нацистская религия, которой не было бы… у Карлейля или у Чемберлена. И Карлейль и Чемберлен… являются поистине духовными отцами нацистской религии… Как и Гитлер, Карлейль никогда не изменял своей ненависти, своему презрению к парламентской системе… Как и Гитлер, Карлейль всегда верил в спасительную добродетель диктатуры.— М. Саркисянц. «Томас Карлейль и „божественные фельдфебели — инструкторы по строю“ для беднейших англичан»
Бертран Рассел в своей книге «История Западной философии» (1946) утверждал: «Следующий шаг после Карлейля и Ницше — Гитлер».

### Италия

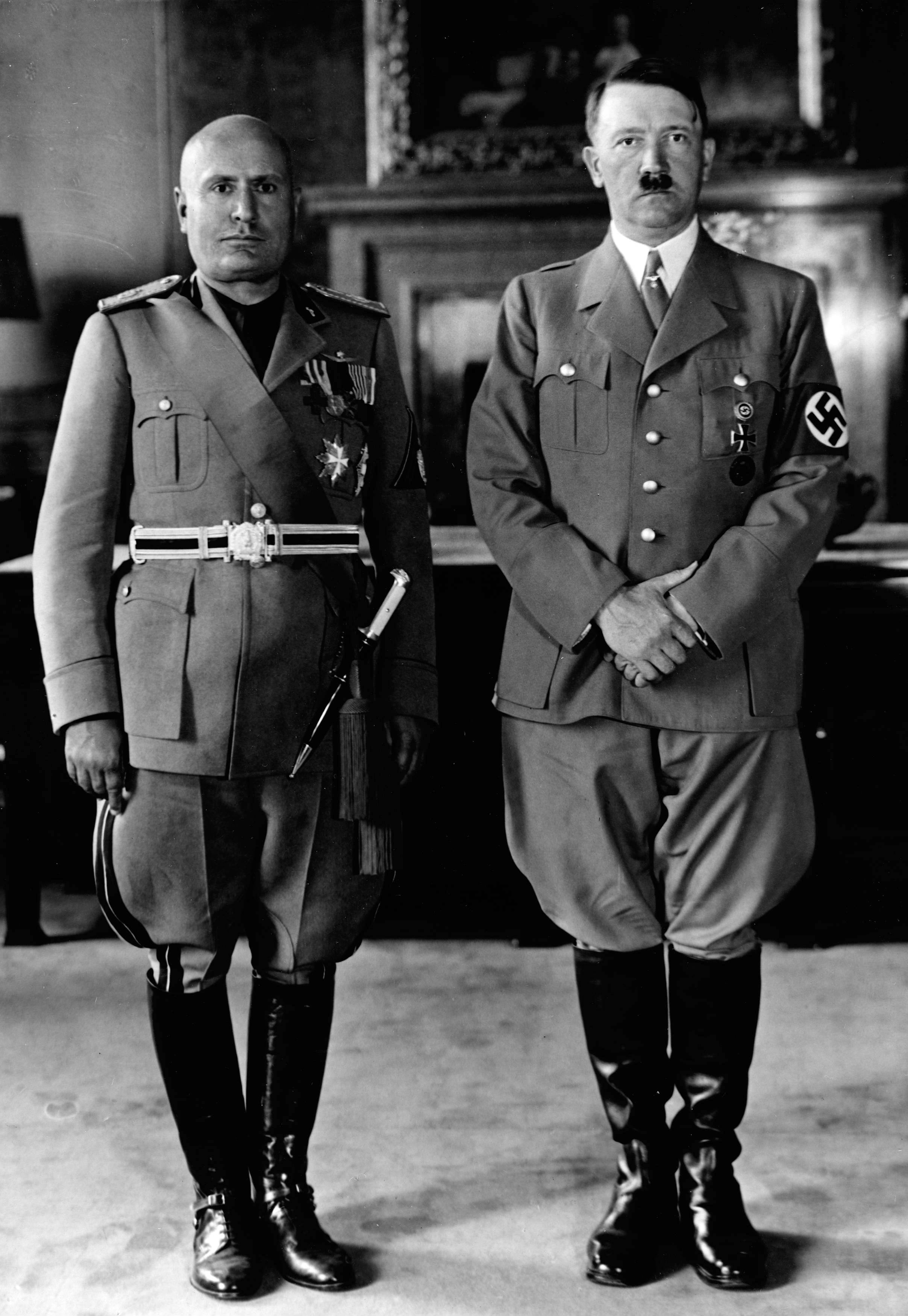
Бенито Муссолини (слева) и Адольф Гитлер (справа), лидеры фашистской Италии и нацистской Германии

Особую популярность эта идея приобрела в Италии и она легла в основу различных радикальных политических групп, нередко различной ориентации. Они выбирали фасции — фаши (итал. мн. fasci) своим символом. Впервые слово фаши в смысле политического союза было использовано для самоназвания группой революционных демократов и социалистов на Сицилии в 1870-х годах. Наиболее известной из них была группа Сицилианские фаши (Fasci siciliani) (1895—96). Многие такие группы националистической ориентации к XX веку эволюционировали в движение, называемое «фашизмом». Революционно-социалистическое составляющяя понятия «фаши» сохранилась. Она была привлекательна для молодёжи с левым прошлым.
В 1915 году профсоюзное движение Италии раскололось, и группа левых сторонников вступления Италии в Первую мировую войну на стороне Антанты создала 1 октября 1914 года организацию «Фаши (союз) Революционного Интернационального действия» (итал. Fasci d'Azione rivoluzionaria internazionalista). Бенито Муссолини вскоре присоединился к ней, а затем и возглавил её. 11 декабря 1914 года Муссолини объединил эту организацию с организацией, созданной им самим ранее, — «Фаши (союз) автономного революционного действия» (итал. Fasci autonomi d'azione rivoluzionaria — в новую «Фаши (союз) революционного действия» (итал. Fasci d'azione rivoluzionaria). Новая группа называлась также миланскими фашистами.
24 января 1915 года на встрече в Милане была создана общеитальянская фашистская организация.
В 1919 году после окончания войны Муссолини объединил миланских фашистов под новым названием Итальянский фаши (союз) борьбы (итал. Fasci Italiani di Combattimento). Создавались и другие фаши под подобными именами с общей целью противодействовать королю и правительству, подверженным пацифизму, которые не давали возможности Италии пожинать в полной мере плоды победы.
7 ноября 1921 года Национальная Фашистская Партия (НФП) — Partito Nazionale Fascista (PNF) была создана.